# Pont Dornier

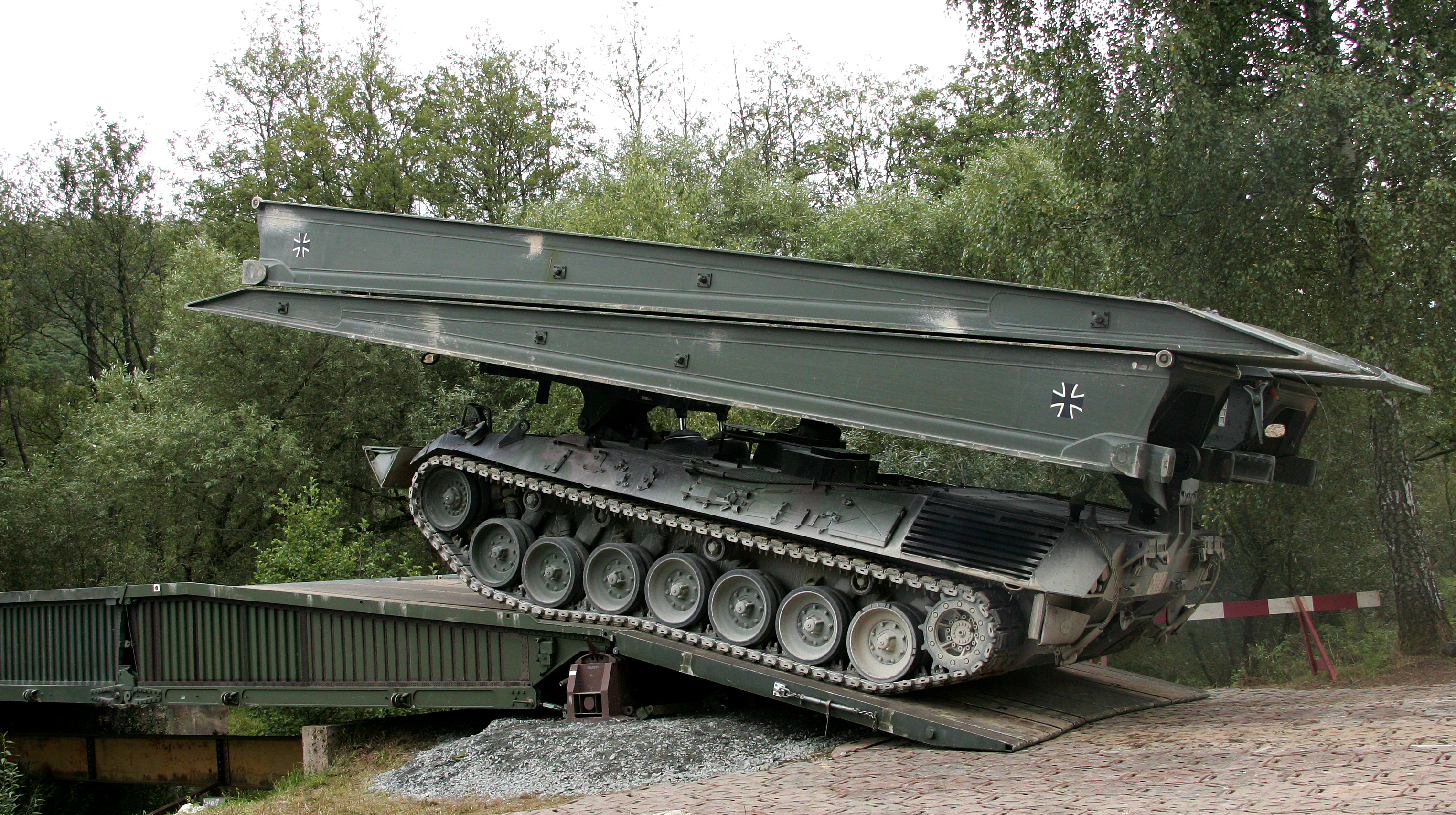
Transport d'un Panzer Schnellbrücke Biber sur un pont fixe pliable Dornier

Le Pont Dornier, en allemand  Dornier-Faltfestbrücke (DoFB) est un pont de fortune utilisé par de nombreuses armées avec leurs génie militaire. Dans la Bundeswehr, on l'appelle « Faltfestbrücke (FFB) » en abrégé.

## Histoire
Le DoFB était un développement et une diversification du secteur aéronautique Dornier depuis 1975. Le département structure (construction d'ailes) s'occupait des projets modernes, également des méthodes de construction non métalliques et des calculs de résistance (Éléments finis) et a développé l'idée innovante d'un pont pionnier léger qui peut être installé rapidement et mécaniquement. Un prototype a été construit, qui a prouvé sa résilience en 1979 en le croisant avec des chars et d'autres combinaisons de véhicules.
En 1984, l'Office fédéral de la technologie et de l'approvisionnement de la défense a commandé un système d'une portée de 40 mètres pour tester les troupes, qui a prouvé sa durabilité et son aptitude aux troupes jusqu'en 1987 lors de 15 000 traversées du Leopard 2. Le pont fixe pliant a remplacé le système pont flottant des pionniers, qui nécessitait auparavant beaucoup de personnel, de temps et de transport.
Après une préparation approfondie pour la production en série, le premier des dix systèmes FFB (40 m) introduits par la Bundeswehr, composés chacun de deux véhicules de pose et de deux ponts individuels, chacun mesurant 27 m de long sur 6 véhicules de transport, a été inauguré dans une cérémonie festive près d'Arnsberg ( Altmühltal) mise en service.
Les modèles actuels, dont l'envergure peut atteindre 46 mètres, peuvent être assemblés par six soldats en une heure. L'ensemble du train se compose de deux véhicules de pose avec les sections de rampe à poutres avant et de 6 véhicules de transport avec d'autres sections de pont. La voie mesure 4,4 m de large et des charges allant jusqu'à 110 tonnes (MLC 70, 2 Leopard 2 à une distance de 2,5 m) peuvent être transférées. La Bundeswehr a introduit 10 systèmes.
Les armées de Espagne, Autriche, Singapour et Slovénie se sont procuré le système, tandis que d'autres pays comme les USA, France et les Pays-Bas ont en partie créé leurs propres systèmes basés sur le modèle Dornier.
Depuis 2005, le Dornier-Light Bridge (DoLB) est proposé comme système transportable par voie aérienne (deux CH-53 G). Ce pont a une portée de 20 mètres, une largeur de chaussée de 2,5 mètres et peut être érigé par quatre hommes en 90 minutes. La classe de charge militaire est MLC 12/14, ce qui correspond à peu près à la capacité de charge en tonnes.

## Descriptif
La poutre frontale en forme de caisson se trouve sur un véhicule de pose, qui est assemblé dans ce que l'on appelle la poutre de pose à l'aide d'une grue attenante, puis poussé par-dessus l'obstacle à franchir. Les différents éléments de pont dépliés sont ensuite placés sur cette poutre en porte-à-faux avec la grue, couplés entre eux et poussés vers l'avant. Le pont est prêt à l'emploi une fois que les rampes qui font partie de l'ensemble ont été fixées. Des travaux de nivellement des rampes d'accès pourront encore être nécessaires. La poutre en porte-à-faux ainsi que les éléments du pont forment une unité de support et sont constitués d'un alliage d'aluminium léger à haute résistance et élastique dans la structure de support. Les différentes épaisseurs de paroi sont adaptées avec précision au cas de charge grâce à la méthode de calcul par éléments finis et aux simulations de charges.
Le pont lumineux Dornier est composé d'Aluminium et de Plastique renforcé de fibres de carbone. Les différentes pièces sont placées sur des palettes qui peuvent également être transportées par avion et par hélicoptère.
Dornier en fait une zone de produits et de fabrication. Lorsque Daimler-Benz a repris l'usine de Dornier en 1985, une société distincte « Eurobridge » Mobile Brücken GmbH a été créée en tant que filiale de Dornier GmbH. En 2006, après l'intégration de l'usine Dornier dans EADS, l'entreprise a de nouveau été dissoute et un secteur de produits a été supprimé dans EADS. Les ponts sont construits et vendus sur l'ancien site Dornier à Friedrichshafen.

## Opérateurs Militaires
- Espagne: génie militaire[1]

## Sources
- Remise du Festschrift FFB en 1998 à Arnsberg (BWB/Eurobridge) ;
- DORNIER la chronique de la plus ancienne usine aéronautique allemande,  (ISBN 3-925505-01-6).
- Brochure commerciale Dornier DoFB

## Liens Web
- Vidéo de la construction à Insul après l'inondation de 2021
- Page d'accueil privée avec description de la mission
- Description chez EADS« http://www.eads.net/1024/de/businet/defence/defelec/Products/ground/Support_Systems/DoFB/DoFB.html »(Archive.org • Wikiwix • Archive.is • Google • Que faire ?), 9 juillet 2018